# Lathrolestes buccinator
Lathrolestes buccinator är en stekelart som först beskrevs av August Emil Holmgren 1857.
Lathrolestes buccinator ingår i släktet Lathrolestes och familjen brokparasitsteklar. Inga underarter finns listade i Catalogue of Life.